# San Juan de Raicedo

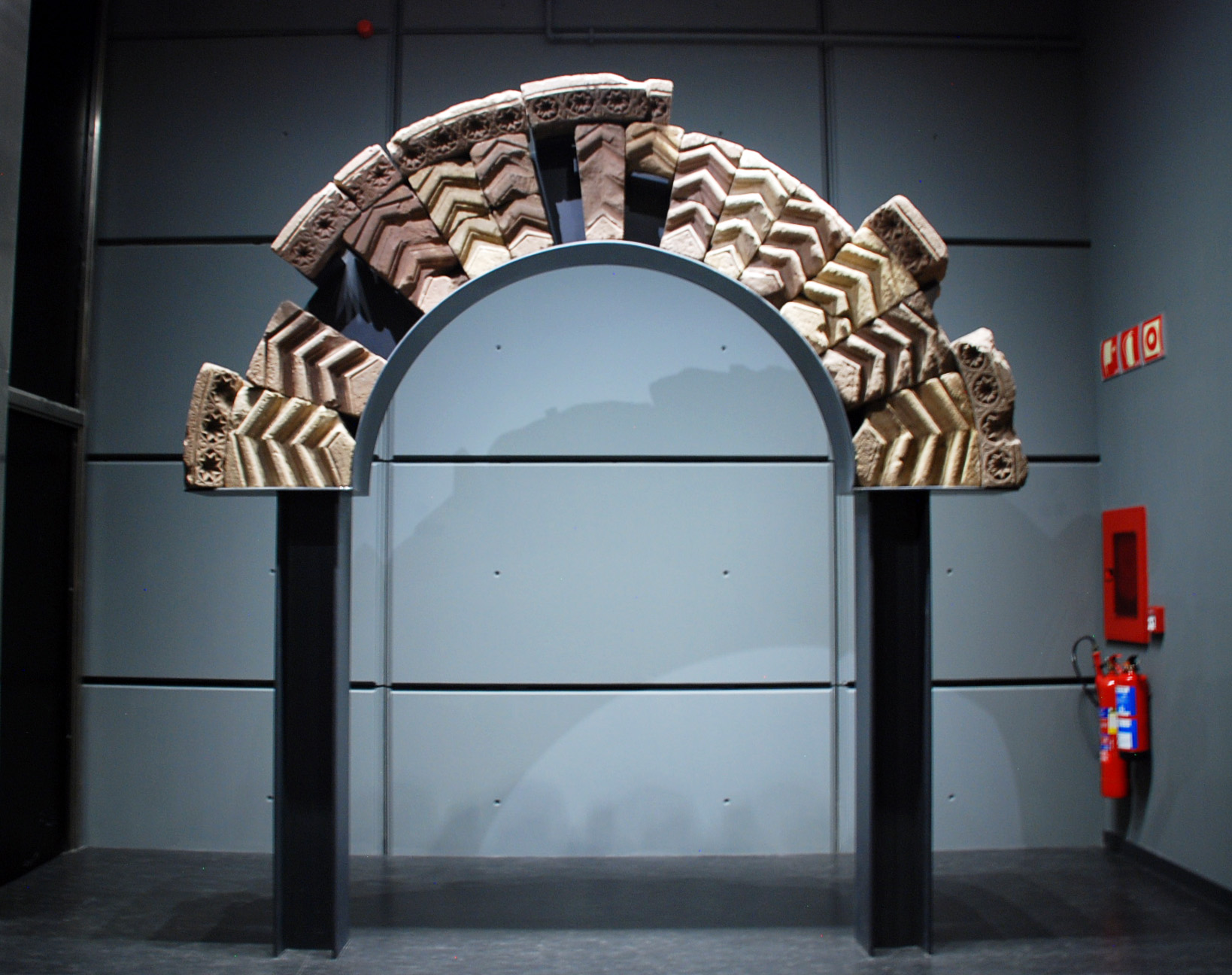
Arco románico recuperado proveniente de San Juan de Raicedo.

San Juan de Raicedo es una localidad del municipio de Arenas de Iguña (Cantabria, España). Se sitúa en un llano circuido de alturas junto al río Besaya.
En el año 2024 contaba con una población de 132 habitantes (INE). San Juan de Raicedo está a una distancia de 0,6 kilómetros de la capital municipal, Arenas de Iguña, y está situado a una altitud de 180 metros. 

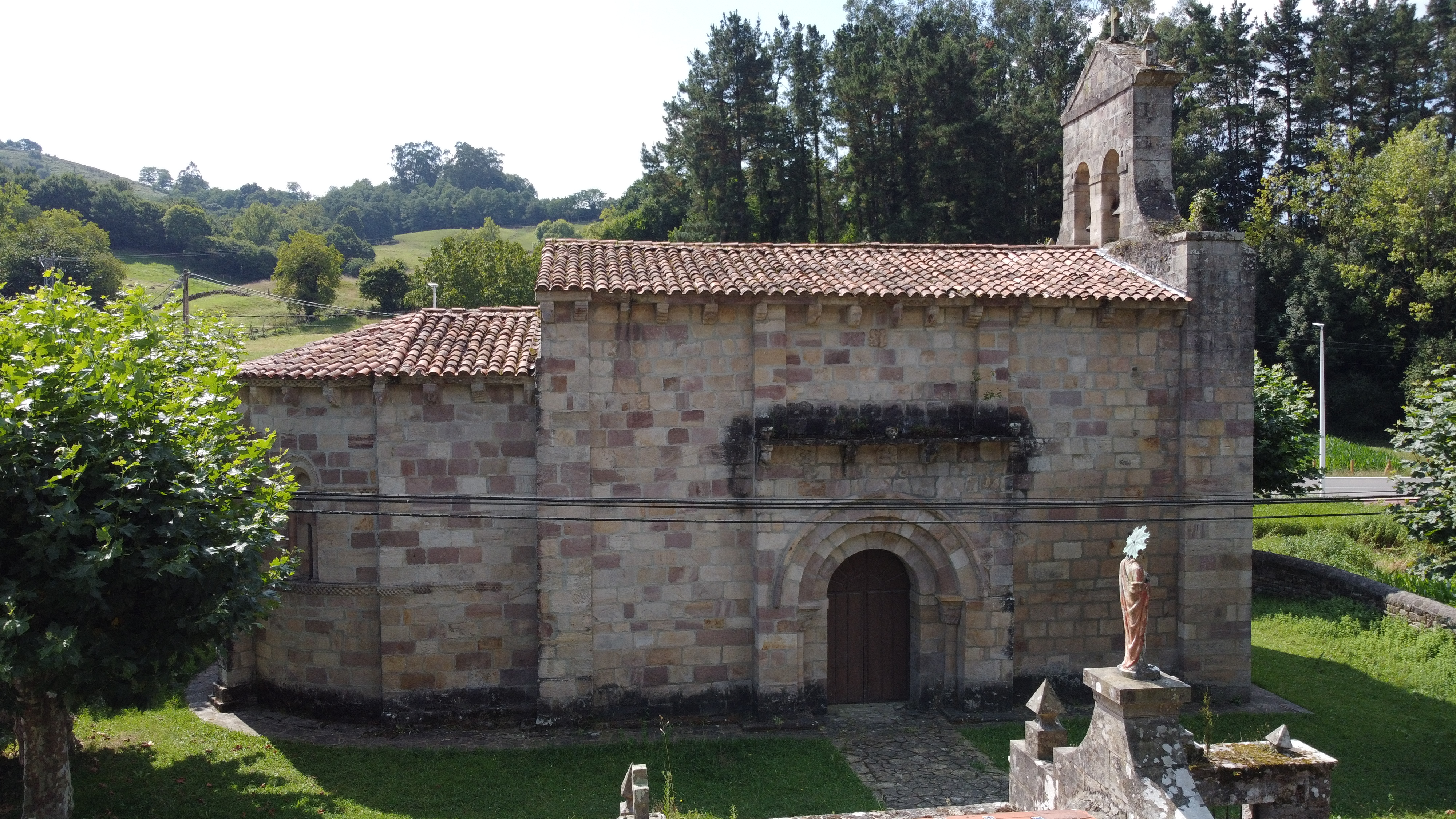
Iglesia de San Juan Bautista

San Juan de Raicedo tiene una iglesia románica que data de la primera mitad del siglo XII, con construcciones adosadas en épocas posteriores, tales como el porche de la fachada Sur y la sacristía añadida posiblemente en el siglo XVII. Esta iglesia fue declarada Bien de Interés Local con categoría de Inmueble el 6 de junio de 2002.
Su estilo se relaciona con el de la colegiata de Cervatos. Perteneció a la Orden de San Juan de Jerusalén, dependiendo del señorío de Población de Campos (Palencia), a la que seguía perteneciendo a mediados del siglo XIV. La iglesia presenta una única nave rectangular y ábside semicircular. Conserva toda la estructura románica original, salvo la espadaña que ha sufrido modificaciones posteriores. Los vanos son estrechos y se abren en las fachadas Oeste, Sur y en el ábside. La decoración se concentra sobre todo en el ábside y en la puerta principal. Junto a esta iglesia está el cementerio, en el cual hay un destacado ciprés.
En el siglo XIX hubo en San Juan de Raicedo canteras de piedra.

## Necrópolis cristiana medieval de San Juan de Raicedo

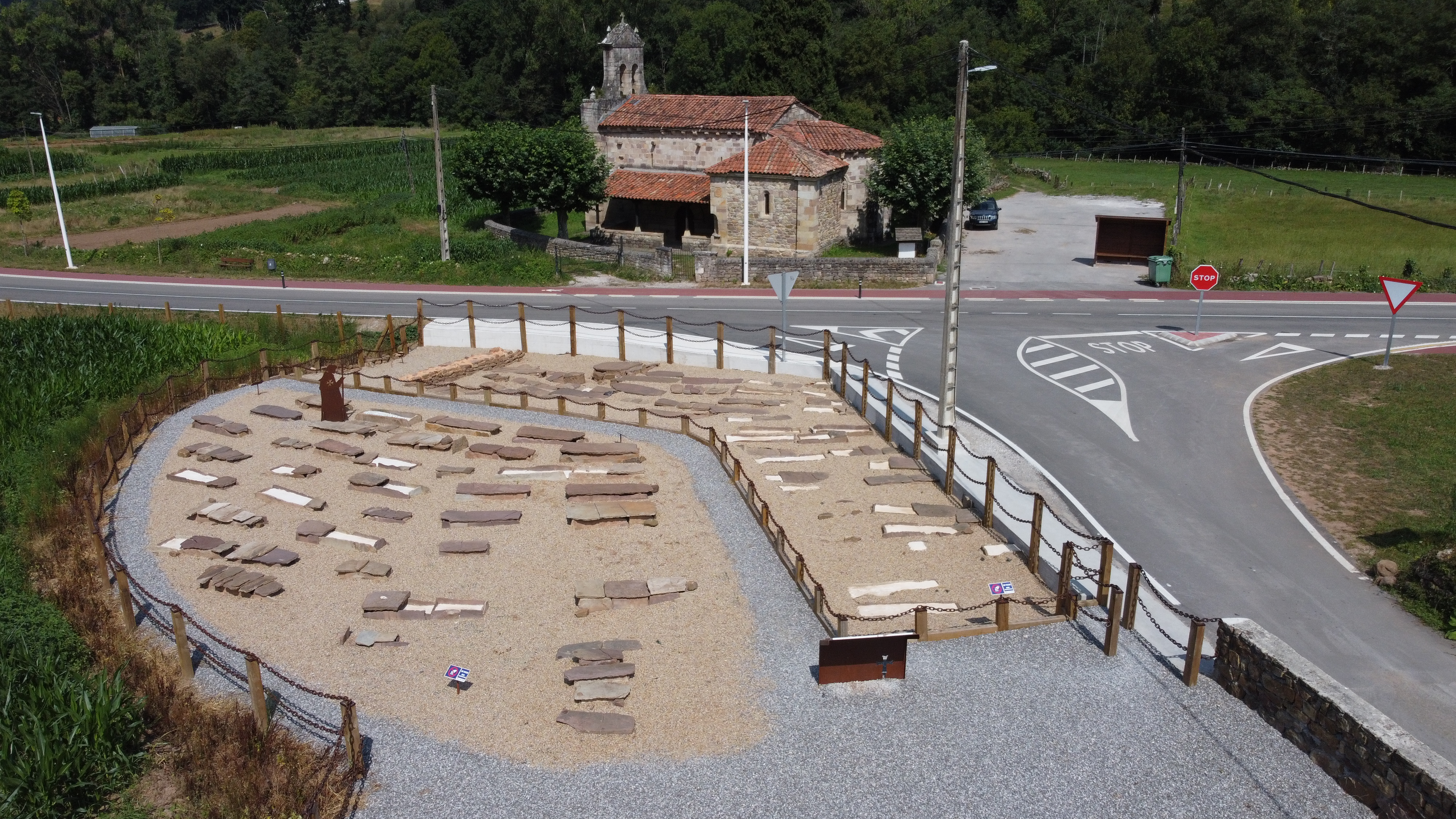
Necrópolis e iglesia de San Juan de Raicedo

A raíz de la ejecución de las obras del proyecto de mejora de la plataforma de la carretera autonómica CA-271 en el año 2019, se realizaron los trabajos arqueológicos sobre el yacimiento ya conocido desde 1870.  
El origen de los restos hallados se datan entre los siglos IX al X d. C.; posteriores por tanto a la iglesia románica contigua de San Juan de Raicedo, que es del siglo XII.
Las sepulturas se construyeron a base de lajas de piedra, orientadas al Este (sol naciente), formando hileras concéntricas.
En los trabajos prospectivos del año 2020 se detectaron 136 tumbas de un camposanto de mucha mayor extensión que el espacio ahora musealizado, así como restos del muro perimetral que guardaba la necrópolis (dextrum), y una zona de limbo, exterior al propio cementerio, para los recién nacidos fallecidos sin bautizar.